# Cryptosepalum tetraphyllum
Cryptosepalum tetraphyllum é uma espécie de legume da família Leguminosae.
Pode ser encontrada nos seguintes países: Costa do Marfim, Gana, Guiné, Libéria e Serra Leoa.
Esta espécie está ameaçada por perda de habitat.